# 青山元子
青山 元子 （あおやま もとこ、1892年1月1日 - 1983年7月28日）は、子爵・青山忠允の妻。香淳皇后の皇后女官を務めた。

## 人物
子爵・相馬順胤の娘として1892年に生まれる。1908年に青山忠允と結婚し、1909年に華族女学校を卒業し、同年に長男の忠精を出産する。1910年、忠允が死去し、元子は第二子・忠徳を身籠る中、未亡人となる。1923年10月に当時東宮であった昭和天皇の宮中御用掛を拝命し、翌年1月には東宮女官を拝命する。1926年12月25日、大正天皇の崩御にともない、皇后女官を拝命した。1928年4月、皇后女官を辞任した。戦後は堤康次郎の紹介のもと西武百貨店に勤務した。1965年、青山家が明治時代以降支援してきた教育慈善事業を継承する社団法人兵庫県育才会の会長に就任した。

## 女官時代
元子は宮内省に勤務する、兄・相馬孟胤の勧めで女官を務める事となった。元子が務める以前の宮中の女官は住込みをしていたが、昭和天皇が東宮となってからは通勤制となり、服装も洋装に変化した。